# Jacopo Fo
Jacopo Fo (Roma, 31 marzo 1955) è uno scrittore, attore, regista, fumettista, blogger e attivista italiano.

## Biografia

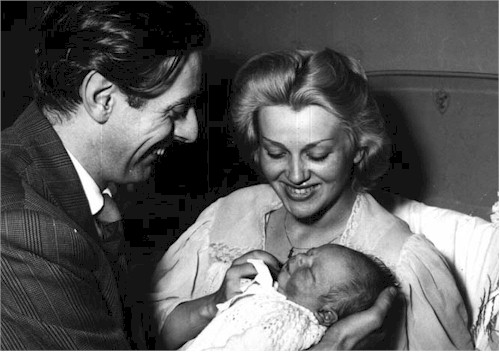
Jacopo Fo neonato, con i genitori Dario Fo e Franca Rame

Jacopo Fo è il figlio dell'attore, scrittore, drammaturgo ed artista Dario Fo (1926-2016) e di sua moglie, l'attrice Franca Rame (1929-2013), nonché il cugino del poeta e linguista Alessandro Fo (1955) e di Laura Fo. 
Ha iniziato a lavorare a 18 anni pubblicando vignette e fumetti su numerose riviste underground. Nel 1974 entra a far parte del collettivo Nuvola Rossa, e pubblica il libro a fumetti Se ti muovi, ti Stato (1974, Edizioni Ottaviano), in cui prende le difese di Roberto Ognibene, membro delle Brigate Rosse e, all'epoca del libro, già autore degli omicidi dei militanti missini Giuseppe Mazzola e Graziano Giralucci e del maresciallo dei Carabinieri Felice Maritano. Oltre alla tesi innocentista, Jacopo Fo sostiene che Ognibene sia stato vittima di una montatura dei servizi segreti. Sempre nel 1975 il collettivo di cui fa parte inaugura la rivista di fumetto underground chiamata Nuvola Rossa. Sempre pubblicata per la Edizioni Ottaviano, la rivista, che dura per un solo numero, vede anche disegni di suo pugno.
Nel 1978 è fra gli autori del settimanale satirico Il Male che arriva a vendere 150 000 copie. Lavora come costumista e scenografo in numerosi allestimenti del padre, realizza sigle televisive animate e allestimenti di mostre sul teatro. I suoi disegni e testi vengono pubblicati su il Fatto Quotidiano, Linus, l'Espresso, Zut, Tango, Cuore, Boxer, Re Nudo, King e il Corriere della Sera.
Nell'articolo Anche i comunisti rubano! denuncia la corruzione nel Partito Comunista Italiano in Sicilia. Nel 1980 progetta un ciclo di 22 libri dedicato alle idee germogliate a partire dal Movimento della contestazione del '68 e dal femminismo: L'Enciclopedia Universale. Come quella di Diderot ma più sexy. L'unica rilegata ancora viva. In particolare su Tango, supplemento satirico del quotidiano comunista L'Unità, nel 1987, pubblica articoli sul rapporto tra disturbi sessuali delle donne, piacere sessuale e mobilità dei muscoli vaginali. Pubblica a sue spese il primo volume: Come fare il comunismo senza farsi male.
Nel 1991 pubblica per le edizioni Demetra il secondo volume: Lo zen e l'arte di scopare, che supererà le 200 000 copie vendute. Successivamente pubblica con Mondadori, Feltrinelli, Giunti. Nel 1998 fonda la casa editrice Nuovi Mondi. In seguito pubblica anche per Dario Flaccovio Editore, Nuovi Mondi Media. Collabora inoltre come autore dei testi con l'attore e regista Paolo Rossi. Partecipa a trasmissioni radiofoniche e televisive, in particolare al Maurizio Costanzo Show, in veste di diffusore di informazioni sulla sessualità.
È il fondatore della rivista Cacao che ha portato in seguito sul web abbinata al progetto della Libera Università di Alcatraz da lui lanciato nel 1979. Fo ha anche pubblicato a dispense, e in dodici volumi, l'Enciclopedia del sesso sublime. Impegnato in battaglie civili e di solidarietà sociale, cura un blog personale nel quale esprime anche le proprie opinioni politiche e sociali. Ha appoggiato il V-Day. Contrario alla produzione di energia da centrali nucleari, è un sostenitore della politica a favore delle energie rinnovabili (eolica e solare). Nell'ottobre del 2011 partecipa alla pubblicazione del nuovo Il Male di Vauro e Vincino con fumetti e inchieste.

### Attività teatrale
Collabora con i genitori alla scrittura di Sesso? Grazie, tanto per gradire, spettacolo teatrale che supererà le 1200 rappresentazioni in Italia e che sarà interpretato da decine di attrici in tutto il mondo. Nel 1997, dopo anni di attività in spazi underground, esordisce nei teatri ufficiali con Lo zen e l'arte di far l'amore che viene trasmesso sulla seconda rete Rai. Nello stesso anno incomincia la collaborazione con Paolo Rossi nella stesura del testo Rablais, che dopo una tournée di due anni arriverà in televisione (Rai 2).
Collabora poi ai testi di Scatafascio, sempre con Paolo Rossi. Nel 1999 mette in scena Ti amo ma il tuo braccio destro mi fa schifo tagliatelo. A questo seguiranno: Anche le sogliole fingono l'orgasmo, La vera storia del mondo, Se fai sesso con gli elefanti non stare mai sotto, Calzini sul comò. Ti amo ma non li trovò. Nel 2003 è tra i fondatori di Atlantide tv che realizza 180 puntate andate in onda più di 1500 volte su Sky e altre televisioni satellitari e locali oltre che su internet.

### Attività sul fronte ecologico
Jacopo Fo comincia a occuparsi di ecologia e benessere negli anni settanta. Negli anni novanta questo impegno ecologico si focalizza sulle tecnologie del risparmio energetico. In particolare lavora per diffondere la conoscenza dei pannelli solari termici e del solare di potenza. Lancia una campagna che otterrà un grande successo sui biocarburanti aprendo il primo distributore italiano di biodiesel. S'impegna poi nella promozione dell'auto ad aria compressa e nell'uso dei riduttori del flusso dell'acqua dei rubinetti e delle docce.
Promuove un gruppo di ingegneri specializzati nel risparmio energetico. Insieme con Maurizio Fauri organizza la consulenza di risparmio energetico per il comune di Padova, attraverso la sostituzione delle lampadine dell'illuminazione pubblica e le caldaie. Nel 2007 lancia l'idea di un gruppo d'acquisto di pannelli solari che coinvolge rapidamente duemila tra famiglie e piccole imprese. È autore di trasmissioni televisive e di molti articoli sul risparmio energetico.
Su questo tema ha scritto i libri Olio di colza e altri 30 modi per risparmiare., Perché salvare il mondo conviene e Pannelli solari gratis. Dirige la rivista Ecotecno, edita come supplemento bimestrale di Modus Vivendi. Tiene conferenze su questi argomenti presso scuole e università e tratta con ironia le questioni ambientali nel monologo teatrale "Ecologia, follia e dintorni". Dal 2010 è impegnato nella realizzazione in Umbria del primo ecovillaggio solare di cui è stata posata la prima pietra nell'ottobre 2011.

### Blog
A partire dal 1997, Jacopo Fo collabora alla realizzazione di 15 siti e del quotidiano di buone notizie Cacao.
Molti sono i suoi file video e audio pubblicati in rete.

### Alcatraz
Si tratta del progetto al quale ha lavorato maggiormente a partire dal 1981. Qui si sono svolte varie attività di formazione, dal teatro all'installazione di pannelli solari.
Il primo corso di Formazione, tenuto da Dario Fo e Franca Rame, ha avuto luogo a luglio del 1982.
L'associazione Libera Università di Alcatraz si è occupata, in questi decenni, di diffondere la cultura della pace, dell'arte e dell'ecologia in vari settori. Il centro della filosofia dell'associazione è la cultura del ridere e della professionalità. A partire dal 1987 Alcatraz è impegnata in una campagna d'informazione sul parto dolce. Nel 1997 e nel 1998 si tengono ad Alcatraz due grandi convegni di clown-dottori e operatori sociali al quale intervengono, di fronte a 250 allievi, Patch Adams, Miloud e Madan Kataria (yoga della risata). Dal 2014 è presente anche un laboratorio di stampa 3D.
I convegni e i percorsi formativi tenuti alla Libera Università di Alcatraz danno grande impulso alla diffusione dei clown dottori negli ospedali italiani. Alcatraz sviluppa la sua attività organizzando centinaia di corsi con decine di migliaia di allievi. Tra questi quelli di scrittura con Dacia Maraini e Stefano Benni, quelli di fumetto con Andrea Pazienza, Vincino, Angese, Milo Manara e Liberatore, quelli di teatro con Dario Fo, Franca Rame e Mario Pirovano. L'attività didattica si sviluppa anche ospitando migliaia di studenti delle scuole medie inferiori e superiori con percorsi didattici appositi che coniugano la conoscenza della natura e del corpo con il senso del comico.
Ha inoltre organizzato attività rivolte a fasce sociali in difficoltà come i tossicodipendenti. Molte sono state anche le iniziative rivolte a persone portatrici di handicap mentali e fisici, come ad esempio (a partire dal 1985) la sperimentazione sugli effetti dell'ippoterapia. Un altro settore di iniziativa è rivolto invece al mondo del lavoro con corsi motivazionali e sulla comunicazione per imprenditori, manager, eccetera. Da anni, con il contributo di altri artisti, sta realizzando un parco con grandi statue dipinte e la pista per biglie in cemento armato più grande d'Europa.
Nel 2020 le attività in presenza vengono sospese causa pandemia, proseguendo online sulla piattaforma accessibile da www.alcatraz.it. Jacopo Fo organizza nel 2022 corsi in tutte le città italiane, così la Libera Università di Alcatraz diventa itinerante.

### Viale delle Giuste
Nell'ambito del progetto Libera Università di Alcatraz Jacopo Fo ha pensato, in collaborazione con l'associazione Toponomastica femminile, a un viale lungo circa 1500 metri nel quale conservare la memoria di 40 donne che meritino il titolo di Giuste.
Il 12 marzo 2017 la staffetta partigiana Rosina Frulla è stata scelta da una classe di studenti di Ferrara per essere ricordata in questo luogo.

## Vita privata
Jacopo Fo vive in Umbria, tra Gubbio e Perugia. Ha due figlie, Mattea (avuta con Monica Traglio) e Jaele (avuta con Eleonora Albanese, sposata nel 1995), ed è nonno di tre nipoti. 
Dal 2022 Jacopo Fo è sposato con Ilaria Fontana. 

## Opere
Nel 1981 esce, autoprodotto, il suo terzo libro: Come fare il comunismo senza farsi male. Nello stesso anno fonda la Libera Università di Alcatraz, centro di comicoterapia e cultura alternativa, con ristorante biologico, sulle colline umbre e comincia a insegnare Yoga demenziale. Da questo lavoro di "controinformazione psicofisica" nasceranno molte delle sue iniziative editoriali. Nel 1986 fonda la rivista Cacao. Pubblica, sino al 2013, 40 libri con Demetra, Giunti, Feltrinelli, Mondadori, Nuovi Mondi, Nuovi Mondi Media, Flaccovio.
- Il biforcuto. Dizionario di humour, violenza, sesso, politica e altre cose, Milano, Ottaviano, 1975.
- Se ti muovi ti stato!, prefazione di Giovan Battista Lazagna, Milano, Ottaviano, 1975.
- Fare il comunismo senza farsi male. La presa del potere e la manutenzione dello zen, Perugia, L'Altra Editrice, 1981.
- Andare a cavallo senza farsi male, Sommacampagna, Demetra, 1992. ISBN 88-7122-270-9.
- Diventare dio in 10 mosse. Manuale pratico di comicoterapia, Bussolengo, Demetra, 1993. ISBN 88-7122-275-X.
- Lo zen e l'arte di scopare, Bussolengo, Demetra, 1993. ISBN 88-7122-274-1.
- Il karamè. Lo zen e l'arte di spaccare la faccia agli imbecilli, con Massimo Capotorto, Sommacampagna, Demetra, 1993. ISBN 88-7122-349-7.
- La vera storia del mondo. Sesso, merda, generali e professori imbecilli. Falsi e censure nei libri di testo, Sommacampagna, Demetra, 1993. ISBN 88-7122-362-4.
- Sulla naturale superiorità della donna, Bussolengo, Demetra, 1994. ISBN 88-7122-405-1.
- Lo zen e l'arte di scopare 2. Pulizia finale, Bussolengo, Demetra, 1994. ISBN 88-7122-406-X.
- Fatture, tarocchi e malocchi, Bussolengo, Demetra, 1994. ISBN 88-7122-438-8.
- Come fare il buddista senza farsi male. Manuale di illuminazione zen ad uso dei viandanti, Bussolengo, Demetra, 1994. ISBN 88-7122-519-8.
- Parlare l'inglese come Toro Seduto, Bussolengo, Demetra, 1995. ISBN 88-7122-571-6.
- L'enciclopedia del sesso sublime, 4 voll., con 5 VHS, Bresso, Hobby & Work, 1996. ISBN 88-7133-258-X.
- Cervelli verdi fritti, Bussolengo, Demetra, 1996. ISBN 88-7122-931-2.
- '68. C'era una volta la rivoluzione. I dieci anni che sconvolsero il mondo, con Sergio Parini, Milano, Feltrinelli, 1997. ISBN 88-07-81417-X.
- Guarire ridendo. La medicina che non ha bisogno di ticket, Milano, Mondadori, 1997. ISBN 88-04-42787-6.
- Mamme zen, con Monica Traglio, Bussolengo, Demetra, 1997. ISBN 88-440-0226-4.
- Dio c'è e vi saluta tutti, Milano, Mondadori, 1998. ISBN 88-04-44960-8.
- La grande truffa delle piramidi. Le piramidi non le hanno costruite né i faraoni né i marziani!, Scritto, Nuovi mondi, 1998.
- Il diavolo ha i piedi per terra, Scritto, Nuovi mondi, 1999. ISBN 88-87554-01-3.
- La scopata galattica, Scritto, Nuovi mondi, 1999. ISBN 88-87554-02-1.
- Gesù amava le donne e non era biondo (Tutto quello che non ti dicono al catechismo), Scritto, Nuovi mondi, 1999. ISBN 978-88-8755-403-8.
- Ti amo, ma il tuo braccio destro mi fa schifo, tagliatelo! Storia della stupidità dalla Bibbia a oggi, Milano, Mondadori, 1999. ISBN 88-04-45780-5.
- La dimostrazione chimica dell'esistenza di Dio, Scritto, Nuovi mondi, 2000. ISBN 88-87554-05-6.
- Il mio angelo custode si è suicidato, con Davide Rota, Scritto, Nuovi mondi, 2000. ISBN 88-87554-06-4.
- Il libro nero del cristianesimo, con Sergio Tomat e Laura Malucelli, Scritto, Nuovi mondi, 2000. ISBN 88-87554-09-9; 2005. ISBN 88-89091-28-2.
- Il computer per negati totali assoluti, con Alberto Cioca, con CD-ROM, Scritto, Nuovi mondi, 2000. ISBN 88-87554-12-9.
- Schiave ribelli, con Laura Malucelli, Scritto, Nuovi mondi, 2000. ISBN 88-87554-13-7.
- Operazione pace, con Laura Malucelli, San Lazzaro di Savena, Nuovi mondi, 2001. ISBN 88-900630-1-7.
- Il calzino che non puzza. La sogliola che finge l'orgasmo e altre meraviglie, San Lazzaro di Savena, Nuovi mondi, 2002. ISBN 978-88-900630-3-9.
- 22 cose che la sinistra deve fare e non ha ancora fatto, con Dario Fo e Franca Rame, San Lazzaro di Savena, Nuovi mondi, 2002. ISBN 88-900630-4-1.
- Ho 14 anni e non sono una stronza San Lazzaro di Savena, Nuovi mondi, 2003. ISBN 88-89091-01-0.
- Olio di colza e altri 30 modi per risparmiare, proteggere l'ambiente e salvare l'economia italiana, Roma, Nuova iniziativa editoriale, 2005.
- La società dei desideri, Edizioni Jacopo Fo, 2006. ISBN 978-88-8755-442-7.
- Per nessuna ragione al mondo, Edizioni Jacopo Fo, 2006. ISBN 978-88-8755-449-6.
- Morbide Galassie, Edizioni Jacopo Fo, 2006.
- Napoli nel sangue, Napoli, Voce delle Voci, 2006.
- Olio di colza, Palermo, Flaccovio, 2007. ISBN 978-88-7758-750-3.
- Non è vero che tutto va peggio. Come e perché il mondo continua a migliorare anche se non sembra, con Michele Dotti, Bologna, EMI, 2008. ISBN 978-88-307-1759-6.
- Pannelli solari gratis. [Come produrre energia senza un investimenti iniziale, un manuale per il risparmio energetico fatto in casa], Palermo, Flaccovio, 2008. ISBN 978-88-7758-829-6.
- Salvare l'ambiente conviene, Modena, Nuovi mondi, 2008. ISBN 978-88-89091-51-7.
- La corretta manutenzione del maschio, Parma, Guanda, 2009. ISBN 978-88-6088-271-4.
- Yoga demenziale. Il manuale definitivo della rivoluzione pigra, Roma, Fazi, 2009. ISBN 978-88-6411-055-4.
- Distruggete la Masanto!, Edizioni Jacopo Fo, 2010. ISBN 978-88-8755-440-3.
- Colora gli animilli, Edizioni Jacopo Fo, 2010. ISBN 978-88-8755-447-2.
- L'operaia nuda, il diavolo e la rivoluzione!!! Le avventure di Toni Barra investigatore privato per conto del sindacato metalmeccanici, Edizioni Jacopo Fo, 2010. ISBN 978-88-8755-448-9.
- L'erba del diavolo. [Vietare le droghe ingrassa la criminalità organizzata e fa aumentare i tossicodipendenti. Informare è meglio che reprimere], con Nina Karen, Palermo, Flaccovio, 2011. ISBN 978-88-7758-935-4.
- Angese. Il guerriero divertente. Breve biografia quasi autorizzata, Edizioni Jacopo Fo, 2012. ISBN 978-88-8755-450-2.
- Perché gli svizzeri sono più intelligenti, con Rosaria Guerra, Siena, Barbera, 2014. ISBN 978-88-7899-642-7.
- Com'è essere figlio di Franca Rame e Dario Fo, Guanda, 2019, ISBN 9788823524408.
- La Bibbia censurata e altre storie di divinità immorali, Perrone, 2021. ISBN 978-88-6004-560-7.